# Und übrigens noch was …
Und übrigens noch was … (Originaltitel: And Another Thing …) ist der sechste Teil der Reihe Per Anhalter durch die Galaxis des englischen Schriftstellers Douglas Adams, der die ersten fünf Bücher der Reihe verfasste. Eoin Colfer schrieb nach dessen Tod einen von Adams’ Witwe autorisierten sechsten Band, der im Jahr 2009 erschien.

## Hintergrund
Vor seinem Tod hatte Adams das Bedürfnis, die Geschichte fortzusetzen; er vermute, irgendwann in der Zukunft werde er ein sechstes Buch schreiben.

“People have said, quite rightly, that Mostly Harmless is a very bleak book. And it was a bleak book. I would love to finish Hitchhiker on a slightly more upbeat note, so five seems to be a wrong kind of number, six is a better kind of number.”

„Die Leute sagten, zu Recht, dass Mostly Harmless [Einmal Rupert und Zurück] ein sehr düsteres Buch sei. Und es war ein düsteres Buch. Ich würde gerne dem Anhalter ein etwas optimistischeres Ende geben, deswegen scheint fünf eine falsche Zahl zu sein, sechs ist eine bessere Zahl.“

Nachdem Jane Belson, Adams’ Witwe, ihre Erlaubnis erteilt hatte, eine Fortsetzung schreiben zu lassen, entschied sich der Verlag Penguin für den durch seine Kinder- und Jugendbücher bekannt gewordenen Eoin Colfer.

## Handlung
Nachdem Arthur Dent, Ford Prefect, Tricia McMillan und ihre Tochter Random sich für längere Zeit in diversen virtuellen Welten aufgehalten haben, befinden sie sich nun im „Club Beta“ auf der Erde. Deren Existenz wird wieder einmal von den Vogonen bedroht. Zaphod Beeblebrox und Wowbagger retten die vier vor dem sicheren Tod. Dann erfahren sie, dass auf dem Planeten Nano noch eine letzte Kolonie der Menschen existiert. Gemeinsam mit Wowbagger machen sie sich auf den Weg zu Nano, während Zaphod den Planeten der nordischen Götter aufsucht.
Bowerick Wowbagger ist ein grüner Alien, der unfreiwillig unsterblich ist und diesem Umstand nichts mehr abzugewinnen vermag. Er möchte auf dem Planeten Nano einen Gegner finden, der ihn endlich erlöst. Als es dann aber fast so weit ist, hat sich Wowbagger verliebt und möchte weiterleben.
Die Handlung wird durch eine Reihe eigentlich unwahrscheinlicher Ereignisse bestimmt, beispielsweise durch Außerirdische, die durch ihre Aktionen zu ihrer eigenen Vernichtung beitragen. Ein Unsterblicher muss getötet werden, damit die letzten verbliebenen Menschen vor ihrer Vernichtung durch die Vogonen gerettet werden können. Zaphod Beeblebrox kommt zu einem ansehnlichen Batzen Geld, ohne sich selbst über seine genauen Pläne klar zu sein.

## Kritiken
„So ist Colfers Buch ein Wirbelwind irrwitziger Ideen, in dem sich High-Tech-Fantasien umstandslos mit Motiven aus der nordischen Sagenwelt verbinden. Und das ziemlich elegant und schlüssig.“

„I feel that Eoin Colfer has achieved a perfectly calculated adaptation: a novel which serves as a fitting memorial but also has a life of its own.“

„Ich meine dass Eoin Colfer eine perfekt berechnete Adaptation geschafft hat: Ein Roman der als passendes Denkmal dient und dennoch sein eigenes Leben führt.“

„Der Stil passt, es fehlt aber der geniale, fast schon philosophische Ansatz, der die ‚Anhalter‘-Bücher von Douglas Adams auszeichnete. Die Story ist zu konventionell und zu vorhersehbar. Es mangelt an genialen Ideen wie Mäuse, die die Welt lenken, Rindviecher, die sich selbst zum Essen anbieten oder die Antwort, die 42 lautet. Außerdem gibt es leider kein Kapitel, in dem Marvin vorkommt.“

## Ausgaben
- Erstausgabe: And Another Thing … Hyperion Books, 2009, ISBN 978-1-4013-2358-5.
- Deutsch: Und übrigens noch was … Heyne, 2009, ISBN 978-3-453-26640-7.
  - Hörbuch: Und übrigens noch was … Ungekürzte Lesung von Stefan Kaminski. Random House Audio, 2009, ISBN 978-3-8371-7634-6.